# Viktor Sachňuk
Viktor Sachňuk (ukrajinsky Віктор Сахнюк, * 4. červen 1990, Kyjev) je ukrajinský fotbalový útočník, v současnosti bez angažmá.

## Fotbalová kariéra
Svoji fotbalovou kariéru začal tento útočník v rodném FK Dynamo Kyjev. Poté přestoupil ještě jako dorostenec do FK Dinaz a následně poprvé odešel za hranice a podepsal MFK Ružomberok. Ve slovenském celku se propracoval až do seniorské kategorie. Hrál však pouze za B-tým a proto se tým rozhodl po 3 letech opustit a přestoupil do Arsenalu Kyjev. Zde hrál pouze za rezervu a v září 2012 odešel na hostování do Banské Bystrice. V týmu ale o svých kvalitách nepřesvědčil a v zimě 2012 mu bylo předčasně hostování ukončeno.